# 山彦の滝
山彦の滝（やまびこのたき）は、北海道紋別郡遠軽町丸瀬布にある武利川にかかる滝。落差は約28m。滝を裏側に回って見ることができることから、「裏見の滝」とも呼ばれる。
付近には姉妹滝の「鹿鳴の滝」がある。

## 概要
1897年（明治30年）に上武利地区在住のアイヌ青年、村山カイカウックが発見。1924年（大正13年）に山彦の滝と命名された。滝の裏側に回り込むことができる道内では数少ない「裏見の滝」である。
冬季は滝が完全に結氷して巨大な氷柱が現れ、町教委や町観光協会による観察会やナイトツアーが開かれる。
周辺はヒグマの生息地であり、駐車場には「ヒグマ注意」の看板が設置されている。

## 施設
- 駐車場 - 北海道道1070号上武利丸瀬布線沿いにあり、30台駐車できる。
- 公衆トイレ - 簡易水洗。

## 周辺
- 丸瀬布森林公園いこいの森
- 丸瀬布昆虫生態館
- 丸瀬布温泉

## 交通
丸瀬布市街地（丸瀬布駅）より車で20分。オホーツク紋別空港より車で90分。